# Kazuo Miyagawa
Kazuo Miyagawa (japanisch 宮川 一夫, eigentlich: 宮川 一雄, beides Miyagawa Kazuo; * 25. Februar 1908 in Kyōto, Japan; † 7. August 1999 in Tokio, ebenda) war ein japanischer Kameramann, der „mehrere Jahrzehnte lang der bedeutendste Bildgestalter des heimischen Nachkriegskinos“ war.

## Leben und Wirken
Miyagawa erhielt eine Ausbildung in japanischer Tuschmalerei, ehe er 1925 in die Filmwirtschaft stieß. Zunächst arbeitete er im Labor der Kioter Produktionsfirma Nikkatsu. 1930 erhielt er seinen ersten Auftrag als einfacher Kameramann, fünf Jahre darauf durfte er erstmals als Chefkameramann arbeiten. In der Fülle von Miyagawas Arbeiten ragen die Bildgestaltungen einiger Spitzeninszenierungen bedeutender Regisseure wie Kenji Mizoguchi, Akira Kurosawa, Yasujiro Ozu und Kon Ichikawa heraus. Beeindruckt vom Licht-und-Schatten-Spiel expressionistischer Filmkunst im Deutschland der 1920er Jahre, bewies Kazuo Miyagawa sein großes Talent für die Kreation von Stimmungen. Auch der von ihm mitentwickelte und bei Ichikawas Ototo erstmals 1960 angewendete Effekt der Bleichauslassung besaß einige Bedeutung in Miyagawas Bildgestaltungen.
Seine Kameraarbeit zu Kurosawas Meisterwerk Rashomon – Das Lustwäldchen brachte dem japanischen Film 1950 erstmals Weltgeltung. Auch Miyagawas spätere Arbeiten, wie Ugetsu – Erzählungen unter dem Regenmond, Die Legende vom Meister der Rollbilder, Kagi und Yojimbo – Der Leibwächter, die sich auf dem internationalen Markt behaupten konnten, sorgten für das große Renommee japanischer Filme der 1950er und 1960er Jahre. Zuletzt fotografierte er vor allem die Werke des als „jungen Wilden“ gefeierten Regisseurs Masahiro Shinoda. Mit einer 1988 in Berlin gedrehten deutsch-japanischen Koproduktion beendete der 80-jährige Bildgestalter nach etwa 135 von ihm fotografierten Filmen seine Karriere. Kazuo Miyagawa, der für seine cineastischen Leistungen ab 1953 bis zu seinem Tod mit einer Fülle von Preisen geehrt wurde, hat auch an der Kunsthochschule Osaka gelehrt.

## Filmografie
- 1935: Ochiyo-gasa
- 1936: Onshuh junrueita
- 1937: Ochiyo toshigoro
- 1937: Hiryuh no ken
- 1938: Yami no kagebushi
- 1938: Jigoku no mushi
- 1939: Ibaragi ukon
- 1939: Rougoku no hannajome
- 1940: Miyamoto Musashi
- 1941: Kurama tengu: Satsuma no misshi
- 1942: Mampu hattenshi: Umi no gouzuku
- 1943: Muhumatsu no issho
- 1944: Dohyou matsuri
- 1944: Kakute kamikaze wa fuku
- 1945: Tukai suiko-den
- 1946: Tebukuro o nugasu otoko
- 1946: Sushi gekijou
- 1947: Akuma no kanpai
- 1948: Kurun kaidou
- 1948: Otoko o sabaku onna
- 1949: Nizuma kaigi
- 1949: Hebihime douchuh
- 1950: Ai no sanga
- 1950: Rashomon – Das Lustwäldchen (Rashomon)
- 1951: Oyu-sama
- 1951: Umagatsuji no ketto
- 1952: Nishijin no shumai
- 1952: Suttobi kago
- 1953: Ugetsu – Erzählungen unter dem Regenmond (Ugetsu monogatari)
- 1953: Yukubo
- 1953: Zwei Geishas (Gion-bayashi)
- 1954: Sansho Dayu – Ein Leben ohne Freiheit (Sansho dayu)
- 1954: Die Legende vom Meister der Rollbilder (Chikamatsu monogatari)
- 1955: Jinanbou garasu
- 1955: Die Samurai-Sippe der Taira (Shin haike monogatari)
- 1956: Yoru no kawa
- 1956: Die Straße der Schande (Akasen chitai)
- 1957: Yoru no cho
- 1957: Meido no kaoyaku
- 1958: Der Tempel zur Goldenen Halle (Enjo)
- 1958: Benten kozu
- 1959: Kagi (Kagi)
- 1959: Abschied in der Dämmerung (Ukigusa)
- 1960: Bonshi
- 1960: Ototo
- 1961: Yojimbo – Der Leibwächter (Yojimbo)
- 1961: Konki
- 1961: Akumyo
- 1962: Hakai
- 1963: Jokei kazoku
- 1963: Zuhei monogatari
- 1964: Tokyo 1964 (Tokyo Orinpukku) (Olympia-Dokumentarfilm)
- 1964: Zeni no odori
- 1965: Akai shuriken
- 1965: Akumyo muteki
- 1966: Die Tätowierung (Irezumi)
- 1966: Akumyo zakura
- 1967: Chisana tobosha kikoeru
- 1967: Aru koroshiya
- 1968: Tomuraishi tachi
- 1968: Koudoukan hamonjou
- 1969: Shirikurae magoichi
- 1969: Shiriboe sonichi
- 1970: Zatouichi to Yojimbo
- 1971: Chinmoku
- 1972: Kozure ohkami
- 1973: Goyukiba: Kamisori Hanzo jigokuzeme
- 1974: Akumyo nawabari arashi
- 1975: Yoba
- 1977: Melodie in Grau (Hanare goze Orin)
- 1979: Kagemusha – Der Schatten des Kriegers (Kagemusha) (nur Kameraberatung)
- 1980: Doppelselbstmord in Sonezaki (Sonezaki shinjuh)
- 1981: Akuryo-to
- 1983: MacArthurs Kinder (Setouchi shounen yakyu-dan)
- 1985: Die verbotene Liebe des Samurai (Yari no Gonza)
- 1988: Die Tänzerin